# Kazimierz Iwanicki (lekarz)

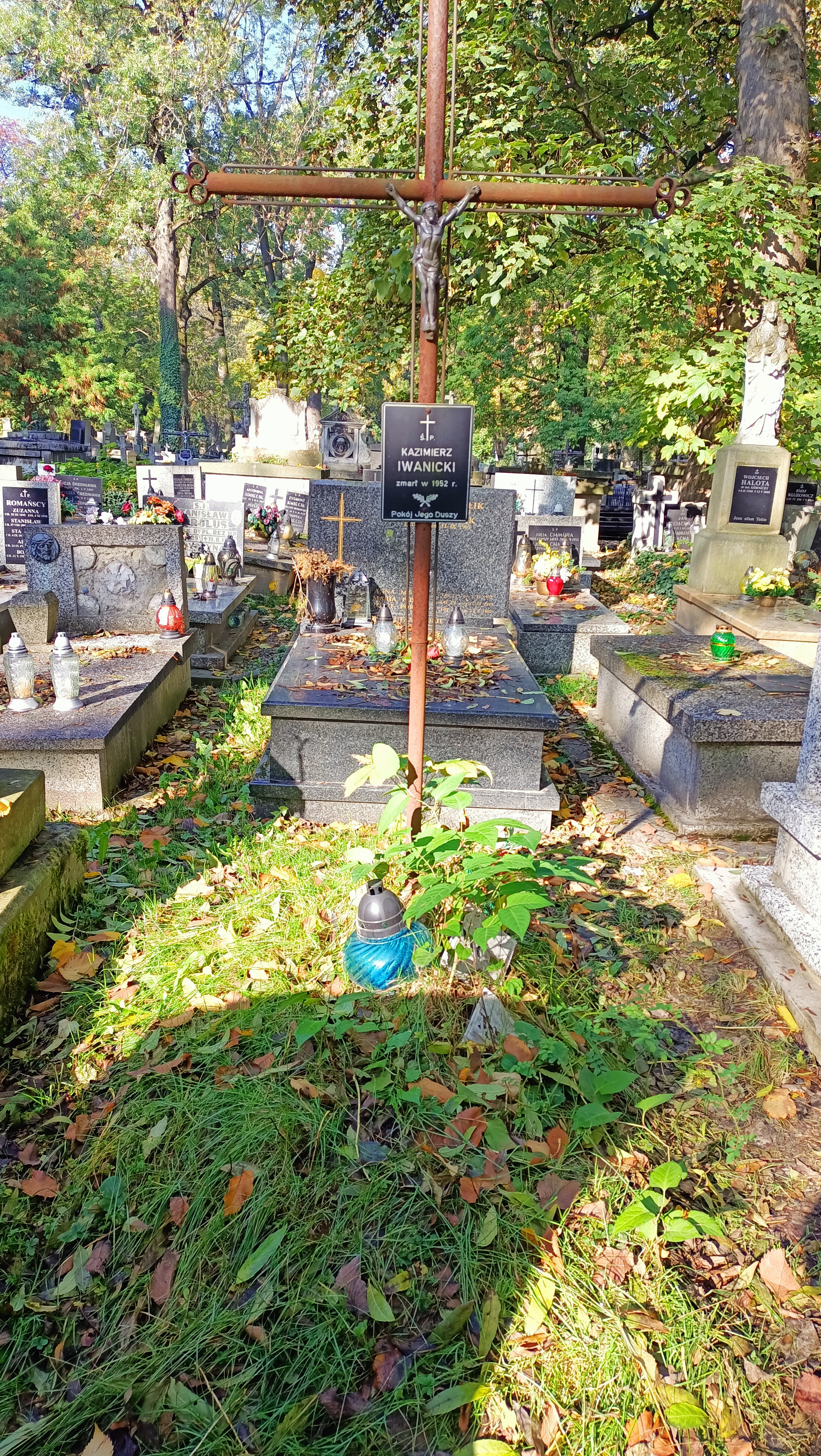
Grób na cmentarzu Rakowickim w Krakowie

Kazimierz Iwanicki (ur. 20 marca 1865 w Pawłosiowie, zm. 13 kwietnia 1952 w Krakowie) – pułkownik lekarz Wojska Polskiego, kolekcjoner dzieł sztuki.

## Życiorys
Urodził się 20 marca 1865 w Pawłosiowie, w ówczesnym powiecie jarosławskim Królestwa Galicji i Lodomerii, w rodzinie administratora majątku ziemskiego. W latach 1910–1912 służył wojskowo w Wiedniu, gdzie miał okazję zapoznać się ze zbiorami muzealnymi. Poznał też osobiście Leona Szidlofa, cieszącego się sławą wybitnego znawcy miniatur. Pod jego wpływem Iwanicki zainteresował się tym zagadnieniem. Poza miniaturami zbierał meble z XVIII i początku XIX wieku, zabytkową porcelanę polską i obcą, hiality.
W 1893 rozpoczął zawodową służbę w cesarskiej i królewskiej Armii, w charakterze lekarza Szpitala Garnizonowego Nr 3 w Przemyślu. Po zakończeniu praktyki szpitalnej został przeniesiony do 56 Galicyjskiego Pułku Piechoty w Krakowie na stanowisko lekarza wojskowego. W czasie I wojny światowej był komendantem c. i k. Szpitala Rezerwowego w Lipníku nad Bečvou (niem. k. u. k. Reservespital in Leipnik), który był szpitalem dla chorych wenerycznie żołnierzy z Okręgu 1 Korpusu. Jednym z jego podwładnych był dr Stanisław Przychocki. W czasie służby w c. i k. Armii awansował na kolejne stopnie w korpusie oficerskim lekarzy wojskowych (niem. Militärärztliches Offizierskorps):
- starszego lekarza (niem. Oberarzt)[a] ze starszeństwem z 1 września 1893[3],
- lekarza pułkowego 2. klasy (niem. Regimentsarzt 2. Klasse[b]) ze starszeństwem z 1 listopada 1895[7].

W styczniu 1919 pełnił służbę na stanowisku lekarza garnizonu Kraków. 21 czerwca 1919 został formalnie przyjęty do Wojska Polskiego z byłej armii austro-węgierskiej, z zatwierdzeniem posiadanej rangi podpułkownika lekarza i zatwierdzony na stanowisku referenta sanitarnego Dowództwa Okręgu Wojskowego w Krakowie. Na stanowisku lekarza ganizonu Kraków 24 czerwca 1920 został zatwierdzony z dniem 1 kwietnia 1920 w stopniu podpułkownika, w Korpusie Lekarskim, w grupie oficerów byłej armii austro-węgierskiej. Z dniem 1 maja 1921 został przeniesiony w stały stan spoczynku z prawem noszenia munduru. 26 października 1923 prezydent RP Stanisław Wojciechowski zatwierdził go w stopniu pułkownika lekarza. W 1934, jako oficer stanu spoczynku pozostawał w ewidencji Powiatowej Komendy Uzupełnień Kraków Miasto. Posiadał przydział do Kadry Zapasowej 5 Szpitala Okręgowego.
W 1945 swoje zbiory przekazał Muzeum Narodowemu w Krakowie. W rękopisie pozostawił krótki zarys polskiego ruchu kolekcjonerskiego na początku XX wieku. Zmarł 13 kwietnia 1952 w Krakowie. Pięć dni później został pochowany na cmentarzu Rakowickim (kwatera AA, rząd 5, miejsce 5).

## Ordery i odznaczenia
- Krzyż Rycerski Orderu Franciszka Józefa – 1915[13]